# Foyer Gutenberg
Le Foyer Gutenberg (en hongrois : Gutenberg-otthon) est un édifice de style sécession situé dans le 8e arrondissement de Budapest. Se dressant sur la partie Ouest de Gutenberg tér (ancienne Sándor tér ; quartier de Palotanegyed), sa construction est due à l'initiative de la Société de secours des ouvriers du livre et typographes de Hongrie qui voulait en faire un immeuble d'habitation. L'organisation ouvrière en a alors confié les plans aux frères László Vágó et József Vágó.
Ce site est desservi par la station Rákóczi tér :    4 6.